# Sandra Auffarth
Sandra Auffarth (Delmenhorst, 27 dicembre 1986) è una cavallerizza tedesca.

## Palmarès
Giochi olimpici
- Londra 2012: oro nel concorso completo a squadre, bronzo nel concorso completo individuale.
- Rio de Janeiro 2016: argento nel concorso completo a squadre.

Mondiali
- Normandia 2014: oro nel concorso completo individuale, oro nel concorso completo a squadre.

Europei
- Luhmühlen 2011: oro nel concorso completo a squadre, argento nel concorso completo individuale.
- Blair Castle 2015: oro nel concorso completo a squadre, argento nel concorso completo individuale.